# بدهکار
بدهکار (یا مدیون) به شخصی (حقیقی یا حقوقی) گفته می‌شود که دینی یا دیونی به نفع شخص (حقیقی یا حقوقی) دیگر بر عهده او است؛ و وی موظف به پرداخت آن دین یا دیون است.

## حسابداری و گزارشگری مالی
در حسابداری دوطرفه، حساب بدهکار در سمت راست ترازنامه نمایش داده می‌شود.